# Andriy Fartushnyak
Andriy Petrovych Fartushnyak - em ucraniano: Андрій Петрович Фартушняк - Kiev, 24 de março de 1989) é um futebolista ucraniano.
Revelado pelo Dínamo de Kiev, nunca teve chances na equipe principal, tendo sido emprestado a Kharkiv e Obolon para ganhar mais experiência. Hoje, ele defende as cores do FC Sevastopol.